# Clavija kalbreyeri
Clavija kalbreyeri är en viveväxtart som först beskrevs av Carl Ernst Otto Kuntze, och fick sitt nu gällande namn av Carl Christian Mez. Clavija kalbreyeri ingår i släktet Clavija och familjen viveväxter. Inga underarter finns listade i Catalogue of Life.